# 杜攢
杜 攢（と さん、494年 - 538年）は、北魏から西魏にかけての官僚。字は寄茂。本貫は京兆郡杜陵県。

## 経歴
武功郡太守の杜道進の子として生まれた。18歳のとき、員外散騎侍郎を初任とした。太僕少卿に任じられた。さらに給事黄門侍郎・散騎常侍に任じられた。まもなく度支尚書に転じた。任城王元澄の娘の新豊公主を妻に迎えた。使持節・安西将軍・岐州刺史として出向した。驃騎将軍・東雍州刺史に転じた。さらに東秦州刺史に転じた。534年（永熙3年）、孝武帝に従って関中に入り、刈陵県子に封じられた。ほどなく車騎大将軍の号を受けた。538年（大統4年）8月、長安で死去した。享年は45。北雍州刺史の位を追贈された。諡は恵といった。

## 伝記資料
- 『周書』巻39 列伝第31
- 『北史』巻70 列伝第58
- 魏故使持節都督東秦州諸軍事車騎大将軍東秦州刺史刈陵県開国子杜君墓誌（杜攢墓誌）